# Audea stenophaea
Audea stenophaea là một loài bướm đêm trong họ Erebidae.